# Кристал (персонаж)
Кристал (англ. Crystal), справжнє ім'я — Кристалія Амаквелін (англ. Crystalia Amaquelin) — персонаж коміксів американського видавництва Marvel Comics, представниця раси надлюдей, сестра Медузи, була дружиною мутанта Ртуті та інопланетянина Ронана Обвинувачувача, була членом Фантастичної четвірки та Месників .

## Історія публікацій
Кристал, створена письменником Стеном Лі та художником Джеком Кірбі, вперше з'явилася у Fantastic Four #45 (грудень 1965), у числі, озаглавленому «Серед нас ховалися… надлюди».

## Життєпис
Кристал є донькою надлюдей Квеліна та Амбур, вона жила в Аттілані разом з іншими надлюдями, поки Королівська родина не покинула Великий притулок через Максимуса. Її перше зіткнення із зовнішнім світом сталося через Фантастичну четвірку . Вона зустріла Людського факела і показала йому притулок надлюдей у Нью-Йорку . Вона виїхала з Нью-Йорка з членами Королівської родини, щоб уникнути переслідування Шукача, але потрапила в пастку під куполом негативного бар'єру, створеного Максимусом навколо Великого Притулку. Вона закохалася у Людського факела. надлюди були, врешті врешт, звільнені від негативного бар'єру і залишили Притулок, щоб відвідати зовнішній світ. Кристал попросила Тритона врятувати Містера Фантастику з реальної Негативної Зони і допомогла Фантастичній четвірці у битві проти лиходія Бластаара.
Кристал пізніше залишила рідне місто для короткої кар'єри з Фантастичною четвіркою. Незабаром після початку колаборації вона боролася проти Чародія та допомогла перемогти Максимуса. Пізніше вона разом із героями боролася з Доктором Думом. Вона була тимчасово засліплена Людиною-кротом, але допомогла Фантастичній четвірці перемогти його. Кристал викрала Медуза і возз'єднала з Людським факелом в Атіллані. Вона використовувала свої сили, щоб урятувати життя Чорного Грому, а потім возз'єдналася з Фантастичною четвіркою. Перебувала під розумовим контролем злого алхіміка Дьябло, але незабаром повернула свою волю і повернулася до Великого Притулку.
Як було продемонстровано пізніше, Кристал врятувала вмираючого мутанта П'єтро Максимоффа, відомого як Ртуть. Замість нього віддала перевагу Джонні Сторму як людині, яку кохала. Пізніше вона одружилася з Ртуттю, народила від нього доньку Місяць, і супроводжувала надлюдей, коли Атіллан був переміщений на супутник Землі Місяць. Протягом часу, коли надлюди жили на Місяці, Кристал кинула виклик структурі влади її суспільства і втекла з багатьма надлюдьми до ізольованої частини Землі. Вони мали там допомогти їхній королеві Медузі народити в таємниці. Кристал використовувала свої здібності, щоб усунути забруднення з широкої області навколо їх укриття.
Шлюб Ртуті та Кристал не став щасливим. П'єтро завжди мав запальний темперамент, і у Кристал одного разу виник роман з агентом нерухомості Норманом Вебстером. Вона і Людський факел мали й надалі один до одного почуття, навіть під час його уявного шлюбу з Алісією Мастерс, яка виявилася Скруллом Ліжею, яка підміняла її. Так само у Кристал почалися стосунки з Дейном Вітманом, героєм, що носить ім'я Чорний лицар, однак у них нічого не вийшло. З цих причин П'єтро та Кристал періодично розривали шлюб, але поверталися один до одного.
Одного разу Кристал разом із Месниками боролася з Братами, незабаром після цього вона стала тимчасовим членом Месників, а ще пізніше — повноправним учасником команди супергероїв. Протягом перебування Кристал із Месниками Служителі Магнето викрали її доньку, завдавши великої шкоди особняку. Місяць утримувався на Геноші під контролем Службовців. Месники об'єдналися з Людьми Ікс і зуміли врятувати доньку Кристал.
Після подій в Будинку M Кристал з'єдналася з її позбавленим сил чоловіком, але для нього це було потрібно тільки для того, щоб вкрасти Туман Терріген з Аттілана, намагаючись використати його, щоб відновити сили мутантам, які їх втратили. Він також викрав свою доньку Місяць і піддав її дії туманам, даючи її різні здібності. Місяць раніше була людиною, що визнали образою для спадщини мутантів.
Коли надлюди визначили місцезнаходження Ртуті, він дозволив Чорному Грому бити його у відповідь на зраду. Шлюб Кристал і Ртуті було анульовано, а вона брала участь у низці битв проти організації Щ. И. Т. та Могутніх Месників, коли надлюди оголосили війну Сполученим Штатам Америки.
Кристал та Медузу покликала до себе Залізна людина на зустріч, де він показує, як Чорний Грім замінили Скруллом, що розкрився на засіданні Ілюмінатів . Коли Скрулли вторгаються в Аттілан, Кристел використовує свої здібності, щоб перемогти Скрулла, що володіє силами Колосса, Циклопа, Росомахи та Скрулла, що є сумішшю Капітана Америки та Людини-павука . Після нападу на Аттілан Скруллів Королівська родина прилетіла до простору раси Кріанців, шукаючи спілку проти Скруллів, що почали вторгнення. Ронан Обвинувач вітає цю спілку, але лише за умови, що Кристал стане його нареченою. Медуза погоджується, але це засмучує Кристал.
У спробі зламати комунікаційну мережу Скруллів надлюд поділяються. Кристал і Медуза проникають у плем'я Тандри . Однак, коли вони сперечаються щодо закону племені, їх сварка переміщається на арену. В ході боротьби Кристал змушує Медузу розглядати її як дорослу і дозволити їй розмовляти з Тандрою. Вона домовляється про випуск захопленого фахівця зі зв'язків із раси Скруллів, дозволяючи їм розшукати в'язницю Чорного Грому.
Ідея шлюбу Кристал з Ронаном відновилася, навіть після рішення Чорного Грому узурпувати трон Кріанців. Вона приїжджає, щоб погодитися зі шлюбом, захищаючи свою золовку Поляріс . Весільну церемонію перервала Імперська гвардія Ші'ар, чий напад став частиною вторгнення імператора Вулкану до Імперії Кріанців. Ронана було побито майже до смерті. Відвідуючи пораненого Ронана, Кристал допомагала згуртувати населення Кріанців, коли вона продемонструвала співчуття у палаті, заповненій травмованими простими Кріанцями; дії, які завдяки Полярису були згодом передані мережами Кріанців. Це призвело до того, що серед Кріанців її назвали «народною принцесою».
Коли Чорний Грім спробував створити вибух, який поширить Туман Теріген по галактиці, розмірковуючи, що ця дія встановить рівність сил, Кристал кинув виклик його закону і ризикуючи своїм життям разом з Локджо протистоїть йому, ушкоджуючи вибуховий пристрій з Теригеном і переконуючи Чорного Грому, що сила, яка буде створена його планом, принесе більше збитків, ніж вигоди. Чорний Грім визнав її мудрість, але на корабель, де вони були, напав Вулкан, і між королями починається битва. Кристал і Локджо встигають покинути корабель, перш ніж вже простий вибуховий пристрій спрацьовує, очевидно, вбиваючи Чорного Вулкана. Деякий час надлюдьми керує Медуза, потім виявляється, що Чорний Грім не помер, і він повертається до трону. Незабаром після того Чорний Грім складає декрет про те, що надлюди повинні повернутися на Землю, залишаючи Ронана-Обвинувача відповідальним за імперію; Кристал дають вибір поїхати з королівською сім'єю або залишитися з її чоловіком, і вона вирішує залишитися.

## Сили та здібності
Кристал має генетично переважаючу фізіологію надлюдей, яка була збільшена і видозмінена впливом Тумана Терригена. У неї є здатність подумки керувати чотирма класичними елементами: вогнем, водою, землею та повітрям. Вона робить це у вигляді псіонічної взаємодії з речовинами на молекулярному рівні. Керуючи молекулами кисню вона може змусити вогонь спонтанно спалахувати, або навпаки згасити його, позбавляючи кисню. Вона може приєднати молекули водню та кисню, щоб створювати дощ, викликаючи ці молекули з атмосфери в межах радіусу близько двох миль. Вона може керувати рухом води, керуючи поверхневим натягом, відриваючи воду від землі та змушуючи її текти у визначених напрямках. Максимальний обсяг води, яким вона може керувати, становить приблизно 68 тисяч літрів.
Вона може керувати різними речовинами, які становлять загальну основу землі (залізо, граніт, сланець, вапняк тощо), створюючи сейсмічні струси з магнітудою до 6.7 за шкалою Ріхтера, викликаючи раптову зміну орбіти Землі. Вона може також керувати атомами кисню і молекулами, що містять кисень, щоб створити атмосферні явища різних видів. Змішуючи повітря із землею вона може викликати піщану бурю, повітря з водою — тайфун і повітря з вогнем — вогненну бурю, так само вона може створити вітер інтенсивності торнадо .
Кристал може витримати будь яке стихійне явище протягом приблизно однієї години, перш ніж вона почне втомлюватися. Вона може також створити будь-яку кількість ефектів по черзі протягом приблизно сорока п'яти хвилин, перш ніж розумова втома послабить її.
Кристал також має фізіологію надлюдей середнього рівня, таким чином, всі її фізичні показники вищі, ніж у нормальної людини. надлюди перевершують людей у силі, реакції, стійкості, опорі ран та швидкості. Однак, імунні системи надлюдів слабші, ніж у звичайної людини, і Кристал нездатна витримати забруднення, яке можуть витримати нормальні люди, якщо вона не приймає щотижневу дозу сироватки, створеної Рідом Річардсом та Генком Пімом, яка прищеплює її проти цих негативних впливів.
Одяг Кристал, створений вченими надлюдей, виготовлений з невідомого матеріалу, який є стійким до високої температури, холоду та полум'я.

## Альтернативні версії

### Amalgam Comics
Замріяний Кристал — це комбінація Кристал та Гарної Мрійниці з DC Comics . Вона складається у команді Народ-Ун у всесвіті Amalgam Comics.

### Зомбі Marvel
У Marvel Zombies Кристал з'явилася в одному з коміксів, де була однією із багатьох інфікованих героїв. Пізніше вона була серед членів Королівської родини надлюдів, які були заражені.

### Ultimate
У всесвіті Ultimate Marvel Кристал з'явилася в коміксі Ultimate Fantastic Four Annual #1 . У цій версії вона має одружитися з братом Чорного Грому Максимусом, якого вона не любила. Коли вона втікає, а за нею погналися жителі Аттілана, їй приходить на допомогу Джонні Сторм, але в результаті сам мало не гине, але завдяки гігантському собаці Локджо, який супроводжує Кристал, Джонні виживає. Пізніше Фантастична четвірка збирається врятувати Кристал від надлюдів, але Кристал повертається до надлюдів, і вони йдуть до нового міста.
У коміксі Ultimate Fantastic Four #30 Сьюзан Сторм хоче, щоб Кристал попросила Чорного Грома допомогти їм позбутися паразита, який знаходився всередині Джонні і міг убити всіх на Землі. Кристал відповідає, що Чорний Грім не може допомогти, навіть якби вони були в небезпеці. Вона нагадує Сью, що Чорний Грім попрямував до іншого міста, оскільки Фантастична Четвірка забруднила повітря в їхньому колишньому місті.

## Поза коміксами

Ізабель Корніш у ролі Кристал у телесеріалі «Надлюди»

### Телебачення
- Кристал разом з іншими надлюдами з'являється в серії «Медуза та надлюди» мультсеріалу «Фантастична четвірка» 1978 року.
- Кристал, озвучена Кеті Айрланд, була героїнею кількох серій 2-го сезону мультсеріалу « Фантастична четвірка» 1994 року, де так само діяли й інші надлюди.
- Кристал з'являється в 22-й серії мультсеріалу Галк та агенти «У. Д. А. Р.», де її озвучує Мері Фейбер .
- У телесеріалі «Надлюди» Кристал зіграла Ізабель Корніш . За сюжетом під час заколоту Максимуса вона просить Локджо перенести на Землю членів королівської сім'ї, але самої перенестися не вдається, оскільки Локджо був присиплений надлюдом, що служив Максимусу. Вона опиняється у полоні у своїй кімнаті, але в 3-й серії їй вдається втекти, звільнити і розбудити Локджо. Також собака переносить її. На Землі вона зустрічається з людиною на ім'я Дейв, і в них виникають взаємні почуття. Згодом Кристал за допомогою блискавок подає знак Медузі, і та знаходить сестру.

### Відеоігри
- Кристал — неігровий персонаж у грі 1995 року «Avengers in Galactic Storm».
- Кристал, озвучена Кім Май Гвест, так само з'являється у грі «Marvel: Ultimate Alliance»[28]. Вона розповідає героям, що Медуза спустилася на Землю шукати Остаточного Винищувача. Після того, як виявлено, що Медуза перетворилася на одну зі слуг Доктора Дума, Горгон згадує, що Кристал супроводжуватиме його та Тритона, щоб битися з Думом і змусити його повернути Медузу назад, поки герої прямують до рідного світу Скруллів. Ймовірно, вона побита та трансформована Доктором Думом разом із Горгоною та Тритоном, оскільки про неї не чути до кінця гри. У неї особливий діалог із Фантастичною четвіркою.
- Кристал — неігровий персонаж у грі «Marvel End Time Arena»
- Кристал — ігровий персонаж у Facebook-грі Marvel: Avengers Alliance, представлений у Special Operations 23 — Inhumans [потрібне цитування]
- Кристал — ігровий персонаж у відеогрі Lego Marvel Avengers, озвучений Гвендолін Єо.
- Кристал — ігровий персонаж у мобільній грі Marvel: Future Fight.[29]
- Кристал з'являється як ігровий персонаж у Lego Marvel Super Heroes 2.[30]
- Кристал з'являється як ігровий персонаж у Marvel Powers United VR, озвучена Ванессою Маршалл.[28]
- Кристал з'являється як ігровий персонаж у Marvel Ultimate Alliance 3: The Black Order, знову озвучена Мері Фейбер.[28]
- Кристал з'являється як ігровий персонаж у Marvel Puzzle Quest.[31]